# ネリー・プンピード
ネリー・プンピード（Nery Pumpido, 1957年7月30日 - ）は、アルゼンチン・サンタフェ州出身の元サッカー選手、現サッカー指導者。アルゼンチン代表であった。ポジションはゴールキーパー。

## 経歴
1976年、地元サンタフェ州のCAウニオンでデビューを果たす。その後、CAベレス・サルスフィエルドで2年間プレーした後、他のクラブへと移ったアルゼンチン代表GKのウバルド・フィジョールの穴を埋めるべくCAリーベル・プレートが獲得。1988年には活躍の場をヨーロッパへと移し、レアル・ベティスへと移籍した。そして、1991年に自身がキャリアをスタートさせたウニオンにて、現役を引退した。
アルゼンチン代表としては合計38試合に出場し、ワールドカップにも3度出場している。初のワールドカップとなる1982 FIFAワールドカップでは主にウバルド・フィジョールの控えだったが、正GKとして臨んだ1986 FIFAワールドカップでは優勝を果たした。1990 FIFAワールドカップでも正GKとして出場したが、開幕戦のカメルーン戦では自身のキャッチミスで失点を喫し、第2戦のソ連戦では試合途中で味方選手と接触した結果脛の骨が完全に折れ曲がるほどの重傷を負い、合計2試合の出場に止まった 。

## 個人成績

### 代表での成績
出典
| アルゼンチン代表 | 国際Aマッチ | 国際Aマッチ |
| 年               | 出場        | 得点        |
| ---------------- | ----------- | ----------- |
| 1983             | 3           | 0           |
| 1984             | 7           | 0           |
| 1985             | 1           | 0           |
| 1986             | 9           | 0           |
| 1987             | 1           | 0           |
| 1988             | 3           | 0           |
| 1989             | 6           | 0           |
| 1990             | 6           | 0           |
| 合計             | 36          | 0           |